# خافيير رودريغيز (لاعب رماية)
خافيير رودريغيز (بالإسبانية: Javier Rodríguez)‏ هو لاعب رماية مكسيكي، ولد في 22 ديسمبر 1964.

## وصلات خارجية
- خافيير رودريغيز على موقع أوليمبيديا (الإنجليزية)